# Ectopioglossa keiseri
Ectopioglossa keiseri är en stekelart som beskrevs av Vecht 1963. Ectopioglossa keiseri ingår i släktet Ectopioglossa och familjen Eumenidae. Utöver nominatformen finns också underarten E. k. nigra.